# Едуардо Херман Отеро
Едуардо Херман Отеро (ісп. Eduardo Germán Otero, 4 лютого 1980) — аргентинський плавець.
Учасник Олімпійських Ігор 2000, 2004, 2008 років.
Переможець Південнамериканських ігор 2002, 2006 років.